# Provincia Matera
Matera este o provincie în regiunea Basilicata în Italia.